# مطار بواكي
مطار بواكي (إياتا: BYK، إيكاو: DIBK) هو مطار يخدم مدينة بواكي ثاني أكبر مدينة في كوت ديفوار.

## شركات الطيران والوجهات
| شركـات طيـران  | الوجهات                                                         |
| -------------- | --------------------------------------------------------------- |
| إير كوت ديفوار | مطار فيليكس أوفوي بوانيي الدولي، مطار باماكو موديبو كيتا الدولي |